# 藍山719行動
藍山719行動，越南民主共和国与中共称之为九号公路大捷。是越南戰爭後期的一場戰鬥，1971年2月，美軍和越南共和國軍（南越軍）計劃此行動目的是企圖切斷越南人民軍（北越軍）的戰略運輸線，摧毀位於車邦、孟農地區的北越軍後方根據地。雙方計劃集結4萬餘人、700餘輛坦克及裝甲車及400多門大口徑火砲，1000餘架各型飛機，以9號公路為攻擊主線，分三路採用坦克、裝甲車突入和直升機升降戰術發起攻擊。並在2日內佔領班東和車邦，一周內佔領車邦周圍高地和塔空機場。然後進佔下寮地區，趕在雨季到來前結束戰役。
越南劳动党中央军委为此战成立了702前线，任命副总参谋长黎仲迅为司令员、总政治局副主任黎光道担任政委，高文庆大校担任副司令员，范鸿山大校担任副司令员兼参谋长，黄芳任副政委，调动了第4军区、治天军区、B5阵线、以及第70兵团、第559兵团和在老挝的越南军队，动用了6万（包括5个主力师）主力部队，以及乡村游击队、地方部队、特工部队形成后方支援，总兵力10万。
最終美軍和南越軍計劃失敗被北越軍擊退，到3月12日起開始後撤。

## 外部連結
- The Effects of Vietnamization on the Republic of Vietnam's Armed Forces, 1969–1972 （页面存档备份，存于） by John Rincon
- （页面存档备份，存于）
- A list of Vietnam statistics. Has the helicopter losses reference.